# Volker Perthes

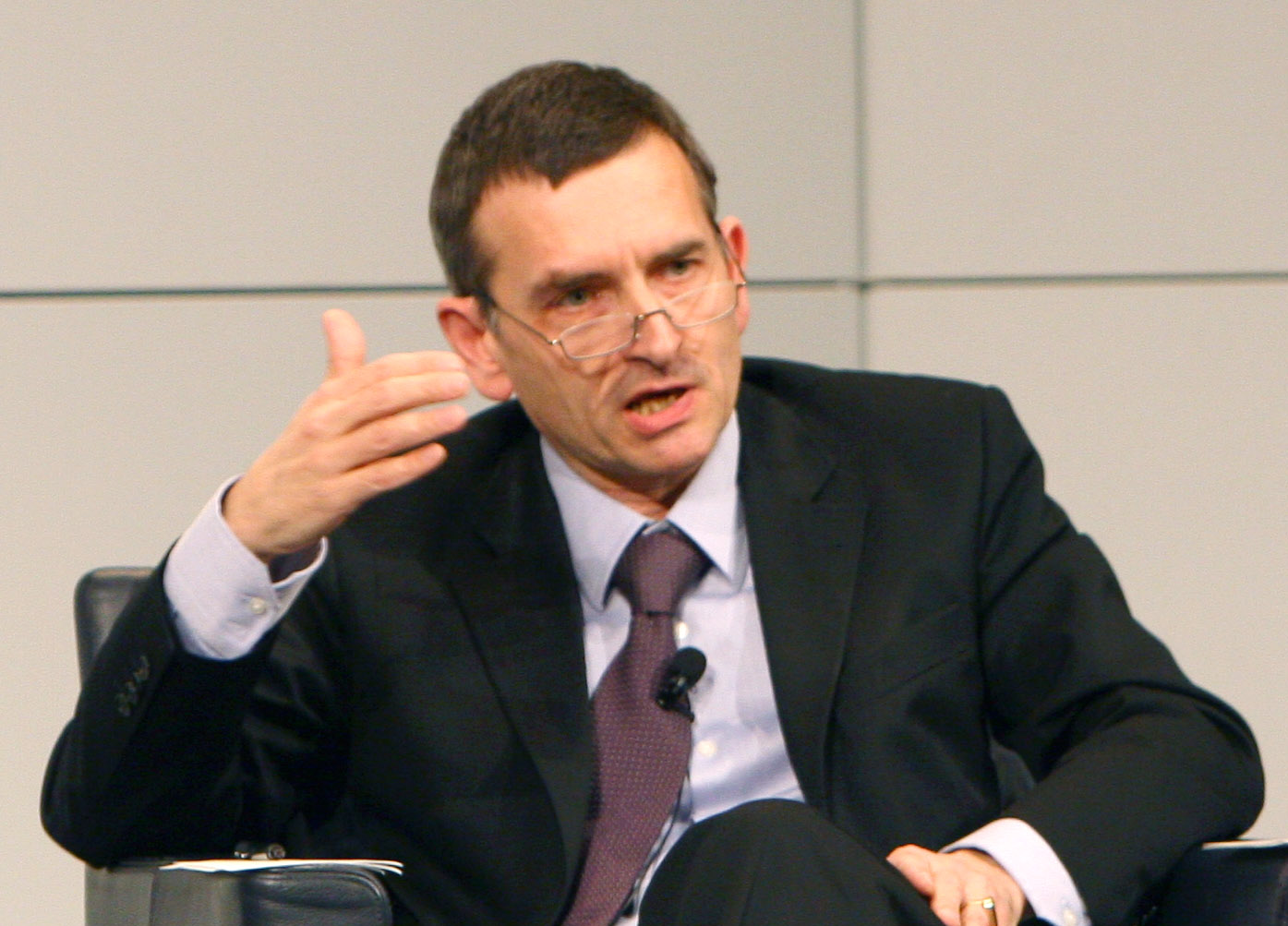
Volker Perthes, 2011

Volker Perthes (* 16. Mai 1958 in Duisburg-Homberg) ist ein deutscher Politikwissenschaftler. Er war Direktor des Deutschen Instituts für Internationale Politik und Sicherheit und geschäftsführender Vorsitzender der Stiftung Wissenschaft und Politik (SWP). Von Januar 2021 bis September 2023 wirkte er als Sonderbeauftragter des UN-Generalsekretärs und Leiter der UN-Mission UNITAMS im Sudan. 
Im Oktober 2023 ernannte der UN-Generalsekretär Perthes zum Verantwortlichen für die unabhängige strategische Bewertung der Unterstützungsmission der Vereinten Nationen für den Irak (UNAMI).

## Ausbildung
Nach dem Studium der Politologie an der Universität Duisburg erhielt Perthes ein Graduiertenstipendium des DAAD, mit dem er von 1986 bis 1987 in Damaskus forschte. 1990 wurde er in Duisburg promoviert.

## Karriere
Von 1991 bis 1993 war Perthes Assistenz-Professor an der Amerikanischen Universität Beirut und lehrte darauf an den Universitäten Duisburg, Münster und München. 1999 habilitierte er sich.
Ab 1992 war Volker Perthes für die Stiftung Wissenschaft und Politik (SWP) – das Deutsche Institut für Internationale Politik und Sicherheit – in Berlin (früher Ebenhausen) tätig. Die Hauptaufgabe der SWP ist es, auf der Grundlage eigener, praxisbezogener Forschung, den Deutschen Bundestag und die Bundesregierung in allen Fragen der Außen- und Sicherheitspolitik zu beraten. Bis April 2005 leitete Volker Perthes die Forschungsgruppe Naher Osten und Afrika, von Oktober 2005 bis September 2020 war er Direktor der SWP. Weiterhin lehrte er bis 2019 als außerplanmäßiger Professor an der Humboldt-Universität und als Honorarprofessor an der FU Berlin.
Im September 2015 wurde Perthes vom UN-Sonderbeauftragten für Syrien, Staffan de Mistura, zu den UN-Gesprächen für einen Friedensprozess in Syrien hinzugezogen, zunächst als Assistant Secretary General/ Senior Advisor des UN-Sonderbeauftragten. Seit Oktober 2016 leitete er hierbei die Cease Fire Task Force (CTF). Am 8. Januar 2021 wurde Perthes zum Sonderbeauftragten des UN-Generalsekretärs für Sudan und Leiter der neuen UN-Mission UNITAMS ernannt. Während des im April 2023 ausgebrochenen Bürgerkriegs im Sudan war Perthes am Zustandekommen von Waffenstillständen beteiligt und koordinierte humanitäre Hilfsaktionen, als es in der eskalierenden Situation zum Zusammenbruch der meisten nationalen und internationalen Systeme kam.
Aufgrund der anhaltenden Kämpfe in Khartum und anderen Städten zog die UNITAMS-Mission unter der Leitung von Perthes nach Port Sudan um, um ihre Mission in einer sichereren Umgebung fortzusetzen. Am 8. Juni 2023 erklärte der sudanesische General und de facto Regierungschef Abdel Fattah Burhan Perthes, der sich außerhalb des Landes befand, zur „unerwünschten Person“. Ihm wurde dabei vorgeworfen, die Rapid Support Forces ermutigt zu haben, gegen die sudanesische Armee zu den Waffen zu greifen. Das Büro von UN-Generalsekretär Antonio Guterres sprach Perthes daraufhin sein volles Vertrauen aus und wies das Vorgehen der Regierung als unvereinbar mit den UN-Verpflichtungen des Sudans zurück. Nachdem Perthes zunächst versucht hatte, seine Aufgaben von außerhalb des Landes zu erfüllen, reichte er am 13. September 2023 seinen Rücktritt ein. Angesichts der weiterhin anhaltenden militärischen Auseinandersetzungen im Sudan hielt er es für unmöglich, seine Arbeit von außen effektiv auszuführen. Dabei warnte er vor der Gefahr, dass die Kämpfe im Sudan sich zu einem „umfassenden Bürgerkrieg“ ausweiten. In seinem letzten Briefing für den UN-Sicherheitsrat sagte Perthes:

„Oftmals werden wahllose Luftangriffe von denjenigen durchgeführt, die über eine Luftwaffe, also die SAF, verfügen. Die meisten sexuellen Gewalttaten, Plünderungen und Tötungen ereignen sich in von der RSF kontrollierten Gebieten und werden von der RSF und ihren Verbündeten durchgeführt oder toleriert.“

Im Anschluss an seine Tätigkeit für die Vereinten Nationen im Sudan wurde Perthes im Oktober 2023 als Leiter der unabhängigen strategischen Bewertung (“independent strategic review”) der Unterstützungsmission der Vereinten Nationen für den Irak (UNAMI) eingesetzt, die durch die Resolution 2682 des Sicherheitsrats ins Leben gerufen wurde.
Perthes ist ein vielgefragter Kommentator in deutschen und internationalen Medien zur deutschen und europäischen Außenpolitik, internationalen Beziehungen und Geopolitik sowie zum Nahen und Mittleren Osten.

## Mitgliedschaften
Vor seiner Nominierung für die UN im Sudan war Perthes Mitglied einer Reihe von wissenschaftlichen Beiräten, unter anderem des Shanghai Institute for International Studies (SIIS), als Vorsitzender des Wissenschaftlichen Beirats des Finnish Institute of International Affairs (FIIA), und des Robert Bosch International Advisory Council. Des Weiteren war er bis 2017 für einen begrenzten Zeitraum Mitglied der Trilateralen Kommission.
Im Juni 2008 nahm Perthes an der Bilderberg-Konferenz in der Nähe von Washington teil. Bei diesen Konferenzen treffen sich einmal im Jahr einflussreiche Personen aus Politik, Wirtschaft, Militär, Medien, Hochschulen und Adel zu informellen Gesprächen.

## Privates
Perthes war stellvertretender Landesvorsitzender der Deutschen Jungdemokraten in Nordrhein-Westfalen.

## Ehrungen
- 2009: Karl-Carstens-Preis[15]
- 2011: Verdienstkreuz am Bande der Bundesrepublik Deutschland

## Schriften

### Monografien
- Staat und Gesellschaft in Syrien. 1970–1989, Dissertation, Duisburg 1990 (= Schriften des Deutschen Orient-Instituts: Politik, Wirtschaft und Gesellschaft des Vorderen Orients), Deutsches Orient-Institut, Hamburg 1990, ISBN 3-89173-017-9.
- Regionale Auswirkungen des zweiten Golfkrieges. Probleme der Sicherheit und Zusammenarbeit im arabischen Raum und die Optionen europäischer Politik, Interdependenz Nr. 6, Stiftung Entwicklung und Frieden, Bonn 1991, ISBN 3-927626-13-9.
- Der Libanon nach dem Bürgerkrieg. Vom Ta'if zum gesellschaftlichen Konsens?, Reportnummer SWP S 385, Forschungsinstitut für Internationale Politik und Sicherheit, Ebenhausen 1993 (= Aktuelle Materialien zur internationalen Politik, Band 34), Nomos, Baden-Baden 1994, ISBN 3-7890-3403-7.
- Economic Change, Political Control and Decision Making in Syria, Reportnummer SWP S 401, Stiftung Wissenschaft und Politik, Forschungsinstitut für Internationale Politik und Sicherheit, Ebenhausen 1994.
- zusammen mit Muriel Asseburg: The European Union and the Palestinian Authority. Recommendations for a New Policy. Reportnummer SWP S 421, Stiftung Wissenschaft und Politik, Forschungsinstitut für Internationale Politik und Sicherheit, Ebenhausen 1998.
- Vom Krieg zur Konkurrenz. Regionale Politik und die Suche nach einer neuen arabisch-nahöstlichen Ordnung (= Internationale Politik und Sicherheit, Band 49), Nomos, Baden-Baden 2000, ISBN 3-7890-6712-1.
- Bewegung im Mittleren Osten. Internationale Geopolitik und regionale Dynamiken nach dem Irak-Krieg, SWP-Studie S 2004, 32, Stiftung Wissenschaft und Politik, Deutsches Institut für Internationale Politik und Sicherheit, Berlin 2004.
- Orientalische Promenaden. Der Nahe und Mittlere Osten im Umbruch, Siedler, München 2006 (zuletzt unter diesem Titel bei Pantheon, München 2007, ISBN 978-3-570-55034-2).
- Iran. Eine politische Herausforderung. Die prekäre Balance von Vertrauen und Sicherheit, Suhrkamp, Frankfurt am Main 2008 (= Schriftenreihe der Bundeszentrale für Politische Bildung, Band 754), Bonn 2008, ISBN 978-3-89331-930-5.
- Der Aufstand. Die arabische Revolution und ihre Folgen, Pantheon, München 2011, ISBN 978-3-641-07134-9.
- Das Ende des Nahen Ostens, wie wir ihn kennen. Ein Essay. Suhrkamp, Berlin 2015, ISBN 978-3-518-07442-8; dänisch 2017, ISBN 978-87-92173-30-0.

### Herausgeberschaften
- Scenarios for Syria. Socio-economic and Political Choices (= Aktuelle Materialien zur internationalen Politik, Band 45), Nomos, Baden-Baden 1998 (ISBN 3-7890-5722-3).
- Deutsche Nahostpolitik. Interessen und Optionen, Wochenschau-Verlag, Schwalbach im Taunus 2001, ISBN 3-87920-068-8.
- Geheime Gärten. Die neue arabische Welt, Siedler, Berlin 2002 (= Schriftenreihe der Bundeszentrale für Politische Bildung, Band 477), Bundeszentrale für Politische Bildung, Bonn 2005, ISBN 3-89331-591-8.
- Elitenwandel in der arabischen Welt und Iran, SWP-Studie S 2002, 41, Stiftung Wissenschaft und Politik, Deutsches Institut für Internationale Politik und Sicherheit, Berlin 2002.
- Germany and the Middle East. Interests and Options, Heinrich Böll Foundation, Berlin 2003, ISBN 3-927760-42-0.
- zusammen mit Stefan Mair: Europäische Außen- und Sicherheitspolitik. Aufgaben und Chancen der deutschen Ratspräsidentschaft, SWP-Studie S 2006, 23, Stiftung Wissenschaft und Politik, Deutsches Institut für Internationale Politik und Sicherheit, Berlin 2006.